# Lila Covas
Florinda Gomes Covas (Santos, 16 de outubro de 1932 — São Paulo, 21 de março de 2020) mais conhecida como Lila Covas ou até mesmo Dona Lila foi a esposa do 55.º governador do estado de São Paulo Mário Covas e coordenou o Fundo Social de São Paulo, organização responsável por atividades sociais e filantrópicas em todo o estado de São Paulo, durante o mandato do marido como governador. Além de ter sido primeira-dama do estado, foi primeira-dama do município de São Paulo, quando o marido foi o prefeito.
Doença e morte
Lila Covas morreu no dia 21 de março de 2020, enquanto dormia. Ela estava em uma clínica para idosos na capital paulista. Mesmo sofrendo de mal de Alzheimer, morreu de causas naturais não relacionadas à doença, segundo a família.